# Golden Valley Warriors
Les Golden Valley Warriors (birman : ရွှေတောင်ကြားစစ်သည်တော်အဖွဲ့ ; abrégé en GVW) sont un groupe armé de guérilla urbaine au Birmanie.

## Histoire
Le 22 mai 2025, le lieutenant-colonel à la retraite et ancien ambassadeur de Birmanie au Cambodge, Cho Tun Aung, est assassiné à Rangoun, marquant l'un des assassinats ciblés les plus médiatisés depuis le coup d'État militaire de 2021. Il est abattu de plusieurs balles devant sa résidence dans le canton de Mayangone (en) alors qu'il revient d'une séance de sport.
Cho Tun Aung a auparavant servi dans la Tatmadaw birmane et est professeur de sciences politiques après sa carrière diplomatique. Il est également membre de l'Organisation des anciens combattants du pays. Selon les Golden Valley Warriors, Cho Tun Aung joue un rôle clé dans la formation des cadres militaires et le soutien aux efforts de contre-insurrection de la junte.
L'assassinat est revendiqué par le groupe Golden Valley Warriors, qui déclare que ses activités contribuent directement aux opérations militaires ciblant les groupes de résistance. Les médias d'État birmans confirment plus tard la mort de Cho Tun Aung, soulignant la gravité de l'attaque.
Les observateurs considèrent cet assassinat comme un coup psychologique porté à la junte et un signe de sophistication croissante des forces de guérilla urbaine,,.